# Paavo Ruotsalainen

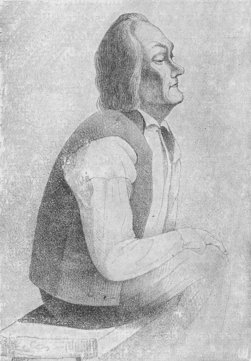
Paavo Ruotsalainen

Paavo Heikki Ruotsalainen [ˈpɑːʋo̞ ˈhe̞i̯kːi ˈruo̞̯ts̠ɑˌlɑi̯ne̞n], eigentlich Påhl Henrik Ruotsalainen (* 9. Juli 1777 in Tölvänniemi, heute zu Lapinlahti; † 27. Januar 1852 auf der Insel Aholansaari, zu Nilsiä gehörig), bekannt unter dem Namen Ukko-Paavo (Alter Paavo), war ein finnischer Bauer und Laienprediger.
Paavo Ruotsalainen wurde als ältester Sohn eines Bauern geboren. Seine erste Bibel erhielt er mit sechs Jahren. Zum Zeitpunkt seiner Konfirmation hatte er sie bereits dreimal gelesen. Sein Vertieftsein in die Worte der Bibel brachte ihm den Spitznamen närrischer Paavo ein. Als er im Winter 1799 von dem Laienpastor Jakob Högman in Jyväskylä hörte, ging er sofort die 200 km zu Fuß nach Jyväskylä. Dieser Besuch legte die Grundlage für sein religiöses Leben.

## Religiöse Ansichten
Jakob Högman war als eifriger Leser des Erweckungsbüchleins „Kallis Hunajan Pisara“ (Originaltitel: A Choice Drop of Honey from the Rock Christ; dt. Thomas Wilcocks köstlicher Honigtropfen aus dem Felsen Christus) bekannt. Er gab Paavo Ruotsalainen eine Kopie des Buches, das für Paavo sein ganzes Leben lang bedeutsam bleiben sollte. Högman verdeutlichte Paavo, dass es eine äußerst bedeutende Sache gäbe, die ihm fehlen würde: die äußerste geistliche Armut, in der allein Christus Gnade bringen könne.

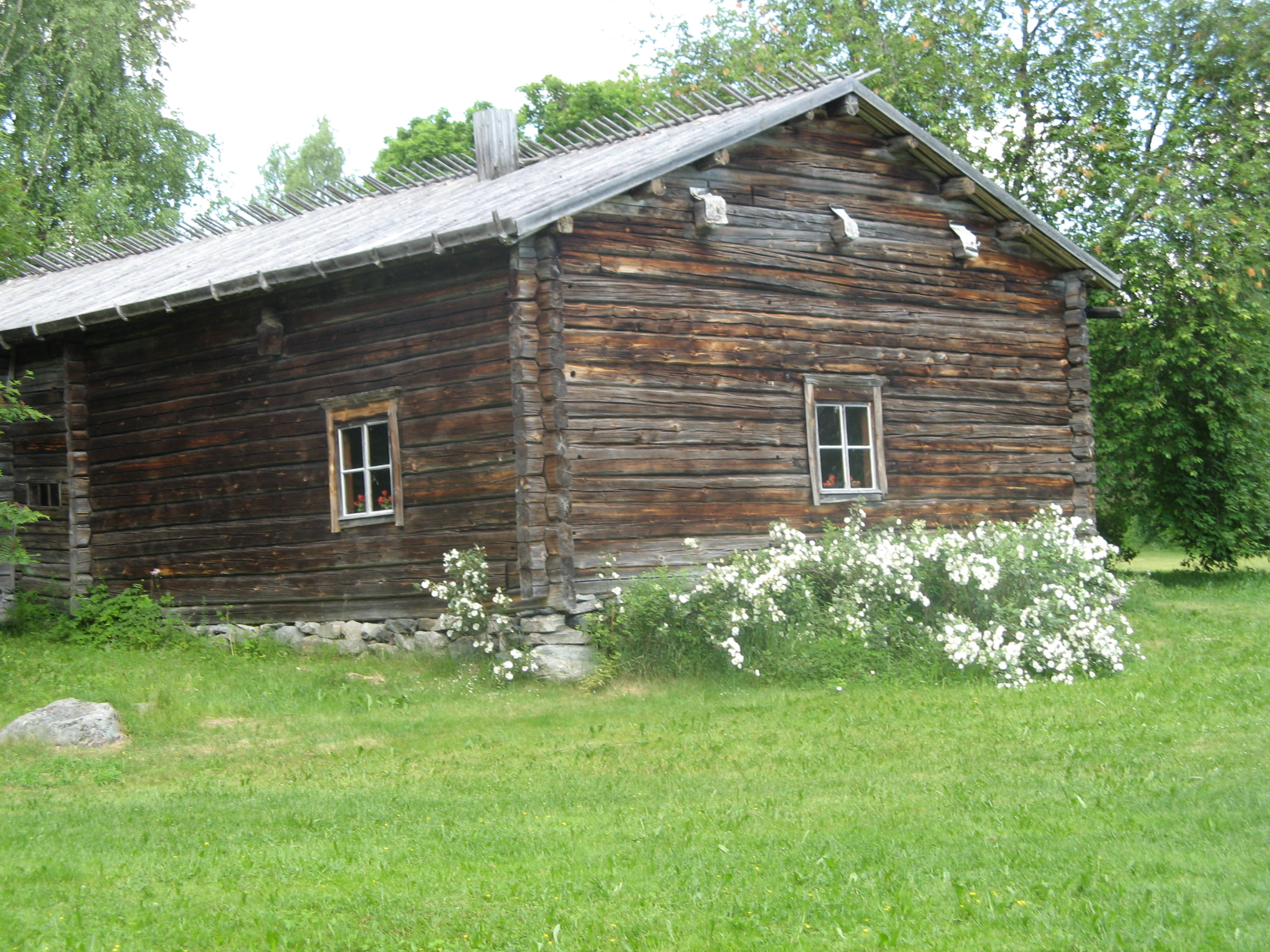
Der Hof Paavo Ruotsalainens auf Aholansaari, Nilsiä

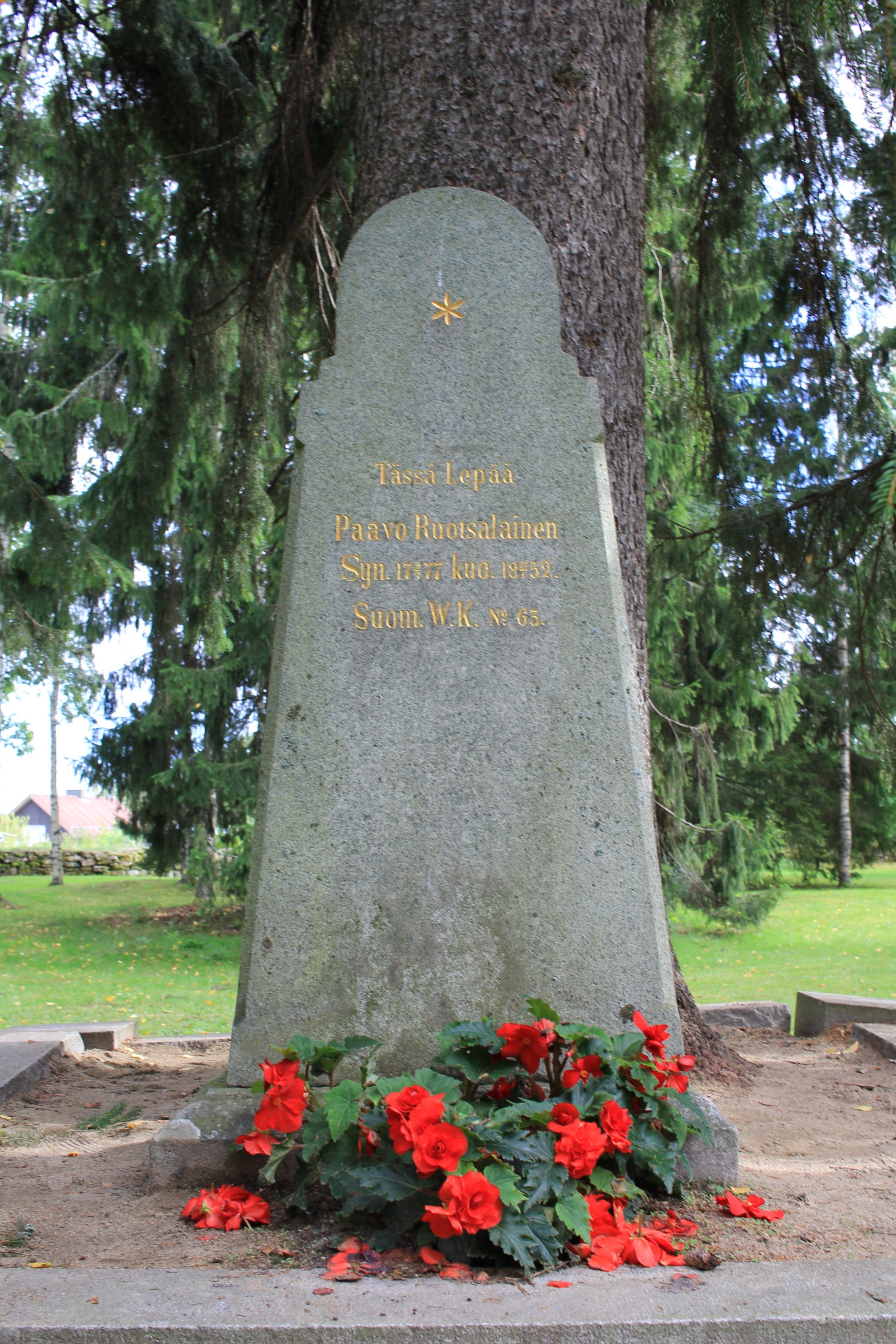
Paavo Ruotsalainens Grabstein

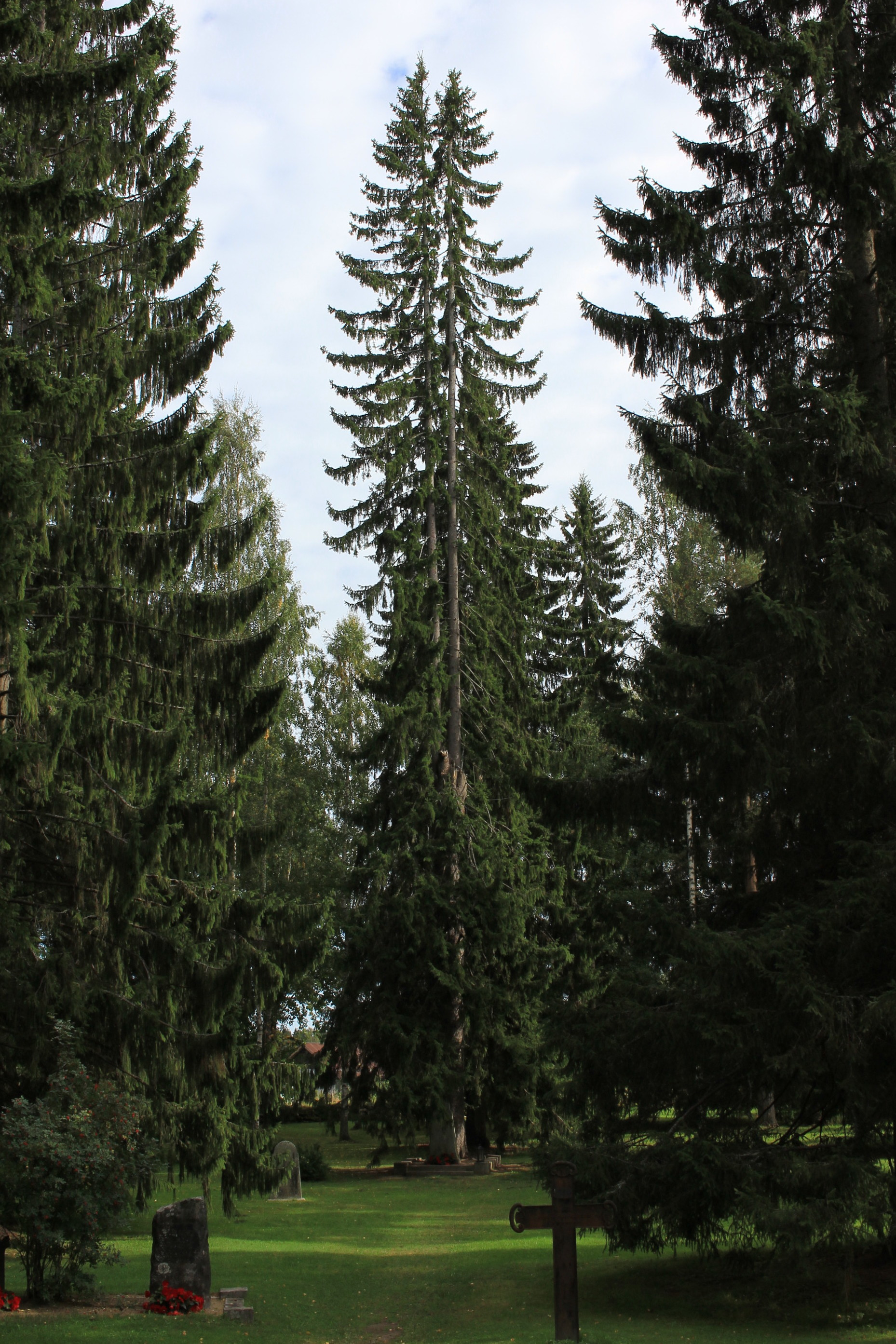
Paavo Ruotsalainen wünschte, unter einer Gemeinen Fichte (Picea abies) beerdigt zu werden

Ruotsalainen erhielt nie eine formelle theologische Ausbildung, es gelang ihm aber, die zentralen Ideen des Luthertums in der harten nördlichen Umwelt gegen die sich beschleunigende Veränderung der Gesellschaft abzuschotten und weiterzuentwickeln. Der Kern seiner Lehre war, dass der Mensch im spirituellen Leben nur der Empfänger der göttlichen Gnade sein könne, niemals deren Erzeuger. Er müsse sich nur daran halten und danach sehnen, dass Gott sich selbst enthülle. Paavo Ruotsalainens Denken war eine ungewöhnliche Mischung aus alter Volksweisheit, Theologie und alter christlicher Tradition. Sein Denken wird als sowohl frisch und originell als auch als vehement und hart wahrgenommen.
Ruotsalainen betonte Wahrhaftigkeit und tiefe Selbstbetrachtung. Seiner Meinung nach sei es für eine Person aus Gottes Sicht besser, einen Mangel oder gar das vollkommene Fehlen von Glauben zuzugeben, als eine religiöse Überzeugung zu erzwingen. Dennoch war sein Rat für die suchende Seele, sich Gott zuzuwenden, unter welchen Gefühlen auch immer. Mitten in Kummer und Verzweiflung solle man fortfahren, zu Gott zu rufen, und Gott würde auf seine eigene Weise antworten. Paavo Ruotsalainen richtete sich an einer alten christlichen, auf Gott konzentrierten theologischen Tradition aus, die um die Frage kreist, wer Gott ist und wie Gott handelt, und nicht an religiösen Traditionen, die sich auf das spirituelle Leben des Gläubigen konzentrieren. In Paavo Ruotsalainens Sichtweise ist Glaube etwas, das der Mensch unmöglich von sich aus Erreichen kann. Glaube, so seine Überzeugung, ist ein Geschenk Gottes.
Er war ein leidenschaftlicher Gegner von Menschen, die er als engstirnige Sektierer ansah, die einen strikten Verhaltenskodex für essentiell für ein schlichtes christliches Leben hielten. So verteidigte er auch den Genuss von Alkohol mit der Begründung, es sei besser, in Sünde zu wandeln, als vergeblich zu versuchen, sie zu meiden. Es wurde sogar behauptet, dass Paavo Ruotsalainen die Scheinheiligkeit so sehr verabscheute, dass seine Flasche in manchen Fällen nur Wasser enthielt, während er öffentliche Trunkenheit vortäuschte, was als sonderbarer Akt umgekehrter Scheinheiligkeit bezeichnet wurde.

## Erweckungsbewegung
Paavo Ruotsalainen wurde zum Führer der finnischen Erweckungsbewegung namens Herännäisyys (Erwachen). Er reiste durch Finnland, um sich mit anderen Mitgliedern der Bewegung zu treffen, vor allem zu nennen sind die Pfarrer Jonas Lagus und Nils Gustav Malmberg in Österbotten. Es wird geschätzt, dass er insgesamt 40.000 km reiste, meist zu Fuß. Als sich die Bewegung verbreitete, begannen sowohl kirchliche als auch staatliche Autoritäten, sich Sorgen zu machen. 1838/39 wurde er vor Gericht gestellt und verurteilt, was die Bewegung aber nicht aufhalten konnte.
Ruotsalainen starb in Nilsiä.
Eine spätere bekannte Vertreterin der finnischen Erweckungsbewegung war die Schlafpredigerin Karolina Utriainen (1843–1929).

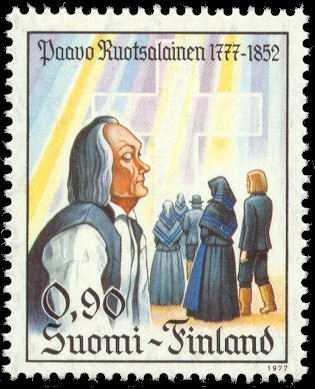
Briefmarke zum
200. Geburtstag
Paavo Ruotsalainens

## Werke
- Paavo Ruotsalainen: The Inward Knowledge of Christ: The Letters and Other Writings. Luther-Agricola Society, 1977, ISBN 978-951-99142-0-6.

## Kulturelle Rezeption
1975 wurde Ruotsalainen zum Gegenstand der Oper Die letzten Versuchungen (Viimeiset kiusaukset in Finnish language) von Joonas Kokkonen, aufgenommen von Deutsche Grammophon. Das Libretto der Oper wurde von Lauri Kokkonen geschrieben, der zuvor bereits ein Theaterstück unter demselben Titel geschrieben hatte.
1977 wurde in Finnland eine Briefmarke anlässlich des 200. Geburtstags Ruotsalainens herausgegeben.
In der Fernsehsendung Suuret Suomalaiset („Große Finnen“) wurde er im Dezember 2004 auf Platz 59 der laut Umfrageergebnis bedeutendsten Finnen gewählt.
2009 veröffentlichte Jorma Pitkänen den Comic Paavo Ruotsalainen: viimeisimmät kiusaukset mit der ISBN 978-952-5754-11-7, erschienen beim Verlag Zum Teufel! in Turku.

## Gedenktag
27. Januar im Evangelischen Namenkalender. Vor Einführung des evangelischen Namenkalenders wurde der Gedenktag bereits geführt in:
- Jörg Erb: Die Wolke der Zeugen, Evangelische Verlagsanstalt, Kassel 1951/1963, Kalender in Band 4, S. 508–520
- Friedrich Hauß: Väter der Christenheit, Wuppertal 1956/1959, Neuauflage Haan: Brockhaus 1991, ISBN 3-417-24625-3
- Alfred Ringwald: Menschen vor Gott, Verlag Junge Gemeinde, Stuttgart 1957/1968